# Кератометар
Кератометар или офталмометар дијагностички је инструмент који се користи у офталмологији за мерење закривљености предње површине рожњаче, а посебно за мерење степена и осе астигматизма.
Кератометријско мерење закривљености предње површине рожњаче, обично се врши преко фиксне дужине тетиве од 2 до 3 mm, која спада у сферну оптичку зону рожњаче. Принцип кератометрије је да се предња површина рожњаче понаша као конвексно огледало и величина слике се мења са њеном кривином. 
Треба имати у виду да очитавања кератометра можда нису увек савршена због грешака у кератометрији, као и збогчињенице да тачно мерење величине слике представља проблем јер је тешко у потпуности да око остане активно док се слика посматра.

## Историја
Кератометар или офталмометар који се користи за кератометрију или мерење предње закривљености рожњаче и осе и обима астигматизма, увео је у праксу Херман фон Хелмхолц   1851. године. Претходно су први кератометар  дизајнирали Џеси Рамсден и Еверард Хоме 1796. године.

## Основне информације
У кератометрији се мерења изводе на фиксној дужини тетиве од 2 до 3 mm, којa спада у сферну зону рожњаче.
Кератометрија се заснива на принципу да се предња површина рожњаче понаша као огледало, а величина слике варира у зависности од закривљености рожњаче. Стога се радијус закривљености рожњаче може израчунати на основу величине слике са предње површине рожњаче.
У кератометру, однос између објекта, слике, полупречника рефрактивне површине и растојања између површине и објекта означава се као:
r = 2ul/o,
где је, 
- r полупречник рефлектујуће површине,
- o величина објекта,
- l величина слике,
- u растојање измерено између рефлектујуће површине и објекта.

## Врсте керартометара
Данас се у пракси користи неколико различити типови ручних кератометара:
Bausch-ов и Lomb-ов кератометар
Једнопозицијски кератометар који даје очитавања у диоптријској форми. Разликује се од Javal Schiotz кератометра по томе што је величина објекта фиксна, а величина слике је променљива којом се може манипулисати. Рефлектовани зраци пролазе кроз Шајнеров диск са 4 отвора – Пошто постоје две призме, свака поравната окомито на другу, моћ главне и мале осе се могу мерити независно без подешавања оријентације инструмента. У претварању мерења добијених са површине рожњаче у диоптријску вредност, овај кератометар користи општу формулу сочива (н’-н)/Р и претпоставља н’ од 1,3375 (у поређењу са стварним индексом преламања рожњаче од н’=1,376). Ово је измишљена вредност, која укључује додатак за малу, али значајну негативну снагу задње површине рожњаче. Ово омогућава очитавање и снаге преламања (диоптрије) и радијуса закривљености (милиметри).
Javal Schiotz кератометар
Инструмент са два положаја који користи фиксну слику и удвостручену величину и подесиву величину објекта за одређивање радијуса закривљености рефлектирајуће површине. Користи два самоосветљавајућа објекта, један црвени квадрат, други дизајн зеленог степеништа, који се држе на ободној стази како би се одржала фиксна удаљеност од ока. Да би добили поновљива, тачна мерења, важно је да инструмент остане фокусиран. Код ове кератометраије користи се Шајнеров принцип, уобичајен у уређајима са аутофокусом, у коме се конвергентни рефлектовани зраци који долазе ка окулару посматрају кроз (најмање) два одвојена симетрична отвора.
Постоје и хируршки или оперативни кератометри, као и аутоматизовани кератометри.

## Индикације
Постоје различите индикације за клиничке употребе кератометара, као што су:
- мерење астигматизма рожњаче,

- постављање контактних сочива, процена рефракционе грешке,

- прорачун снаге унутарочног сочива итд.